# Orsós Jenő
Orsós Jenő (Temesvár, 1893. január 23. – Dombrád, 1961. november 13.) sebész, műtőorvos, egyetemi magántanár, Orsós Ferenc (1879–1962) törvényszéki patológus, egyetemi tanár és Orsós János Imre (1889–1960) bőrgyógyász, egyetemi tanár testvére.

## Élete
Orsós István hentesmester és Varga Eszter fiaként született. A Temesvári Magyar Királyi Főreáliskolában érettségizett. 1911-ben beiratkozott a Budapesti Tudományegyetem Orvostudományi Karára. 1919. július 5-én állították ki orvosi oklevelét.
Az első világháborúban négy éven át harctéri szolgálatot teljesített: egészségügyi hadnagyként szolgált a 29. császári és királyi gyalogezred kötelékében. Megkapta a Koronás Arany Érdemkeresztet a kardokkal, a Vöröskereszt II. osztályú díszjelvényét és a Károly-csapatkeresztet.
Orvosi pályáját a debreceni Tisza István Tudományegyetem I. sz. Kórbonctani Tanszékének fizetéstelen tanársegédjeként kezdte. 1921–1922-ben a budapesti Pázmány Péter Tudományegyetem I. sz. Sebészeti Klinika díjas műtőnövendéke volt. 1922. szeptember 1-től a debreceni Tisza István Tudományegyetem Sebészeti Tanszékének díjas gyakornoka, 1923. szeptember 1-től díjas műtőnövendéke, majd tanársegédje lett. 1927-ben hosszabb tanulmányúton volt; felkereste Bécs, München, Freiburg, Zürich, Strasbourg és Párizs sebészeti klinikáit.
1923. február 3-án Debrecenben házasságot kötött dr. Várady Ilona fogorvosnővel, dr. Várady Sándor kúriai bíró és ároktői Somogyi Hermina lányával.
1931-ben a debreceni Tisza István Tudományegyetem Orvostudományi Karán a csontok és ízületek sebészi betegségei című tárgykörből egyetemi magántanárrá habilitálták. 1939 júniusától az Ungvári Magyar Királyi Állami Kórház sebészfőorvosának nevezték ki, mely beosztásban 1944. október 25-ig működött. 1944. október 25-től behívták katonai szolgálatra. Előbb az érsekújvári kórház sebészfőorvosi állásába, majd Magyaróvárra, az 522-es hadikórházba helyezték át.
1945. március 28-án az ausztriai 102. számú tábori kórházba került. 1945. május 2-án amerikai hadifogságba esett. 1945 decemberében tért vissza Debrecenbe, ahol az egyetem elutasította alkalmazását, az igazolóbizottság orvosi hivatásának gyakorlásától is eltiltotta.
Feleségével Dombrádra költözött a kitelepítettek közé. 1952. április 15-én engedélyezték orvosi tevékenységének folytatását.

## Művei
- Műtéttel gyógyult gümős gyomorfekély. (Orvosi Hetilap, 1925, 7.)
- Vegyes téma csontvarratok áramkeltő sajátságáról. (Orvosi Hetilap, 1925, 23.)
- A rekeszalatti tályog transpleuralis megnyitásának módosításáról. (Orvosi Hetilap, 1925, 31.)
- Tengelycsavarodással szövődött külsőtérdkalácsficam. (Orvosi Hetilap, 1926, 22.)
- A fiatalkori végtagelhalásokról. (Orvosi Hetilap, 1931, 10.)
- Az amputatio és a rokkantság. (Orvosképzés, 1934)